# Tomas Walsh
Tomas Walsh (conocido como Tom Walsh; Timaru, 1 de marzo de 1992) es un deportista neozelandés que compite en atletismo, especialista en la prueba de lanzamiento de peso.
Participó en tres Juegos Olímpicos de Verano, entre los años 2016 y 2024, obteniendo dos medallas de bronce, en Río de Janeiro 2016 y Tokio 2020, en el lanzamiento de peso.
Ganó dos medallas en el Campeonato Mundial de Atletismo, en los años 2017 y 2019, y seis medallas en el Campeonato Mundial de Atletismo en Pista Cubierta entre los años 2014 y 2025.

## Palmarés internacional
| Juegos Olímpicos                     | Juegos Olímpicos          | Juegos Olímpicos  | Juegos Olímpicos |
| Año                                  | Lugar                     | Medalla           | Prueba           |
| ------------------------------------ | ------------------------- | ----------------- | ---------------- |
| 2016                                 | Río de Janeiro (Brasil)   | Medalla de bronce | Peso             |
| 2020                                 | Tokio (Japón)             | Medalla de bronce | Peso             |
| Campeonato Mundial                   |                           |                   |                  |
| Año                                  | Lugar                     | Medalla           | Prueba           |
| 2017                                 | Londres (Reino Unido)     | Medalla de oro    | Peso             |
| 2019                                 | Doha (Catar)              | Medalla de bronce | Peso             |
| Campeonato Mundial en Pista Cubierta |                           |                   |                  |
| Año                                  | Lugar                     | Medalla           | Prueba           |
| 2014                                 | Sopot (Polonia)           | Medalla de bronce | Peso             |
| 2016                                 | Portland (Estados Unidos) | Medalla de oro    | Peso             |
| 2018                                 | Birmingham (Reino Unido)  | Medalla de oro    | Peso             |
| 2022                                 | Belgrado (Serbia)         | Medalla de bronce | Peso             |
| 2024                                 | Glasgow (Reino Unido)     | Medalla de plata  | Peso             |
| 2025                                 | Nankín (China)            | Medalla de oro    | Peso             |